# Copa de Islas Feroe 2023
La Copa de Islas Feroe 2023 fue la sexagésima novena —69.°—  edición de la Copa de Islas Feroe. El torneo empezó el 21 de abril de 2023 con los partidos de la primera ronda  y finalizó el 4 de noviembre del mismo año con la final.
HB Tórshavn conquistó su 29º título tras ganar en la final al B68 en los penales.

## Desarrollo

### Primera ronda
| Local           | Resultado  | Visitante         | Fecha       | Hora  | Estadio          |
| --------------- | ---------- | ----------------- | ----------- | ----- | ---------------- |
| NSÍ Runavík     | 14-0       | Miðvágs Bóltfelag | 21 de abril | 18:00 | Við Løkin        |
| Víkingur Gøta   | 1-2 (pró.) | HB Tórshavn       | 21 de abril | 18:00 | Sarpugerði       |
| Skála           | 3-1        | B71 Sandoy        | 21 de abril | 19:00 | Undir Mýruhjalla |
| FC Hoyvík       | 0-6        | EB/Streymur       | 21 de abril | 19:00 | Hoyvíksvøllur    |
| ÍF              | 0-2        | 07 Vestur         | 22 de abril | 15:00 | Í Fløtugerði     |
| TB Tvøroyri     | 0-1        | B68 Toftir        | 22 de abril | 15:00 | Við Stórá        |
| Argja Bóltfelag | 1-0        | FC Suðuroy        | 22 de abril | 16:00 | Skansi Arena     |
| B36 Tórshavn    | 2-0        | KÍ                | 22 de abril | 18:00 | Gundadalur       |

### Cuartos de final
| Local           | Resultado | Visitante   | Fecha     | Hora  | Estadio      |
| --------------- | --------- | ----------- | --------- | ----- | ------------ |
| Argja Bóltfelag | 1-2       | 07 Vestur   | 9 de mayo | 17:00 | Skansi Arena |
| B68 Toftir      | 2-1       | NSÍ Runavík | 9 de mayo | 18:00 | Svangaskarð  |
| B36 Tórshavn    | 0-2       | HB Tórshavn | 9 de mayo | 18:00 | Gundadalur   |
| EB/Streymur     | 4-1       | Skála       | 9 de mayo | 18:00 | Í Hólmanum   |

### Semifinales
| Fecha         | Hora  | Local       | Resultado | Visitante   | Estadio      |
| ------------- | ----- | ----------- | --------- | ----------- | ------------ |
|               |       | EB/Streymur | 3−5       | B68 Toftir  |              |
| 28 de junio   | 18:00 | EB/Streymur | 0:3       | B68 Toftir  | Í Hólmanum   |
| 25 de octubre | 19:00 | B68 Toftir  | 2:3       | EB/Streymur | Svangaskarð  |
|               |       | 07 Vestur   | 2−3       | HB Tórshavn |              |
| 28 de junio   | 18:30 | 07 Vestur   | 1:1       | HB Tórshavn | á Dungasandi |
| 4 de octubre  | 18:30 | HB Tórshavn | 2:1       | 07 Vestur   | Gundadalur   |

### Final
| 4 de noviembre de 2023 | B68                                       | 0:0 (t. s.)(3:5 p.)        | HB                                                   | Tórsvøllur, Tórshavn, Islas Feroe |                                |
| 17:00                  |                                           |                            |                                                      | Asistencia: 6.500 espectadores    | Asistencia: 6.500 espectadores |
|                        |                                           | Tiros desde el punto penal |                                                      |                                   |                                |
|                        | - Lau - Nielsen - Strømsten - Mellemgaard |                            | - Justinussen - Davidsen - Jónsson - Mohr - Sørensen |                                   |                                |

## Goleadores
- Actualizado el 4 de noviembre de 2023

| Pos. | Jugador          | Equipo      | Goles |
| ---- | ---------------- | ----------- | ----- |
| 1    | Gutti Dahl-Olsen | EB/Streymur | 3     |
|      | Jógvan Højgaard  | NSÍ         | 3     |
|      | Steffan Løkin    | NSÍ         | 3     |